# The Swing
The Swing — четвёртый студийный альбом австралийской рок-группы INXS, выпущенный в мае 1984 года.

## Об альбоме
The Swing пользовался длительным успехом в австралийских музыкальных чартах, оставаясь в топ-50 альбомов в течение двух лет. Он оставался относительно неизвестным в Соединённых Штатах вплоть до выхода Listen Like Thieves (1985), который сделал INXS всемирно известными. В 2006 году альбом вошёл в топ-10 самых продаваемых альбомов в Австралии.
На этом альбоме звучание INXS продолжило эволюционировать, на этот раз уже окончательно избавившись от «родного» для группы ска, что заметно по основному синглу группы Original Sin. Обретя более жёсткое синтезированное звучание в комбинации с гитарой, ровными партиями ударных и баса, группа ещё сильнее заявила о себе, поддержав альбом массированным для себя тогда всемирным концертным туром.

## Синглы
Из альбома было выпущено три сингла, которые вошли в тор 3 австралийских чартов, среди которых «Original Sin», возглавивший австралийские и немецкие чарты и ставший впоследствии международным хитом, поднявшись до 58-го места в Billboard Hot 100, и одной из визитных карточек группы. После 1991 года песню на концертах играть перестали, но в 1997 году INXS вновь включили её в сет-лист своих концертов в поддержку альбома Elegantly Wasted. Переработанная версия песни с основным вокалом Роба Томаса из Matchbox Twenty вошла в альбом переработанных песен с одноимённым названием в 2010 году и в следующем году заняла 1-е место в Billboard Hot Dance Club Songs.
Вторым по счету синглом стала «I Send a Message», занявшая 2-место в австралийских чартах. На концертах она исполнялась в студийной версии вплоть до конца тура в поддержку альбома Kick. Во время турне в поддержку альбома X, она была переработана и вновь представлена публике на стадионе Уэмбли с более ровным звучанием. Также песню можно услышать в одной из серий первого сезона сериала «Полиция Майами: отдел нравов».
Третьим синглом стала песня «Burn for You», вышедшая летом 1984 года и включившая в себя в качестве би-сайда версию альбомного трека «Johnson’s Aeroplane», спродюсированного Марком Опитцом, работавшим над предыдущим альбомом группы Shabooh Shoobah. 

## Отзывы критиков
По мнению рецензента «Афиша Daily», группа «окончательно освоилась в нью-вейве, но разыгрывает его чёрными фигурами — это и блюзовые нотки Хатченса, и тот самый фанковый бас, который совсем скоро станет базовой вещью для INXS».

## Список композиций
1. «Original Sin» — 5:19
2. «Melting in the Sun» — 3:25
3. «I Send a Message» — 3:24
4. «Dancing on the Jetty» — 4:34
5. «The Swing» — 3:52
6. «Johnson’s Aeroplane» — 3:55
7. «Love Is (What I Say)» — 3:42
8. «Face the Change» — 3:34
9. «Burn for You» — 4:59
10. «All the Voices» — 6:06

## Синглы
1. Original Sin/In Vain (Декабрь 1983) (AUS #1)
2. I Send a Message/Mechanical (Март 1984) (AUS #2)
3. Burn for You/Johnson’s Aeroplane (Июль 1984) (AUS #3)
4. Dancing on the Jetty/The Harbour (Октябрь 1984) (AUS #39)

## Видео
1. «Original Sin»
2. «I Send a Message»
3. «Burn for You»
4. «Dancing on the Jetty»
5. «Melting in the Sun»
6. «Love Is (What I Say)»
7. «All the Voices» (Содержит кадры из фильма Ричарда Ловенштайна «Охваченный забастовкой», оригинальное название — Strikebound)

## Участники записи
- Гарри Гэри Бирс — бас-гитара
- Эндрю Фаррисс — клавишные, гитара
- Джон Фаррисс — ударные, бэк-вокал
- Тим Фаррисс — гитара, бас-гитара («The Swing»)
- Майкл Хатченс — ведущий вокал
- Кирк Пенгилли — гитара, саксофон, бэк-вокал